# Martin Carlier
Martin Carlier fue un escultor francés, nacido en Piennes hacia 1653 y fallecido hacia 1700.

## Datos biográficos
Miembro de una familia originaria de Picardía.
Se opuso, sin dar razones, al reparto del patrimonio de su colega Michel Monier (Mosnier), tras la presentación del inventario después de la muerte de este último el 24 de diciembre de 1686.
Trabajó para la decoración de los jardines de Versalles, aunque de forma modesta, mostrando su maestría en el arte del drapeado. Entre las esculturas que hizo para Versalles figuran varias copias de obras de la antigüedad de los Museos Capitolinos, así como una copia del Hermafrodita Borghese.

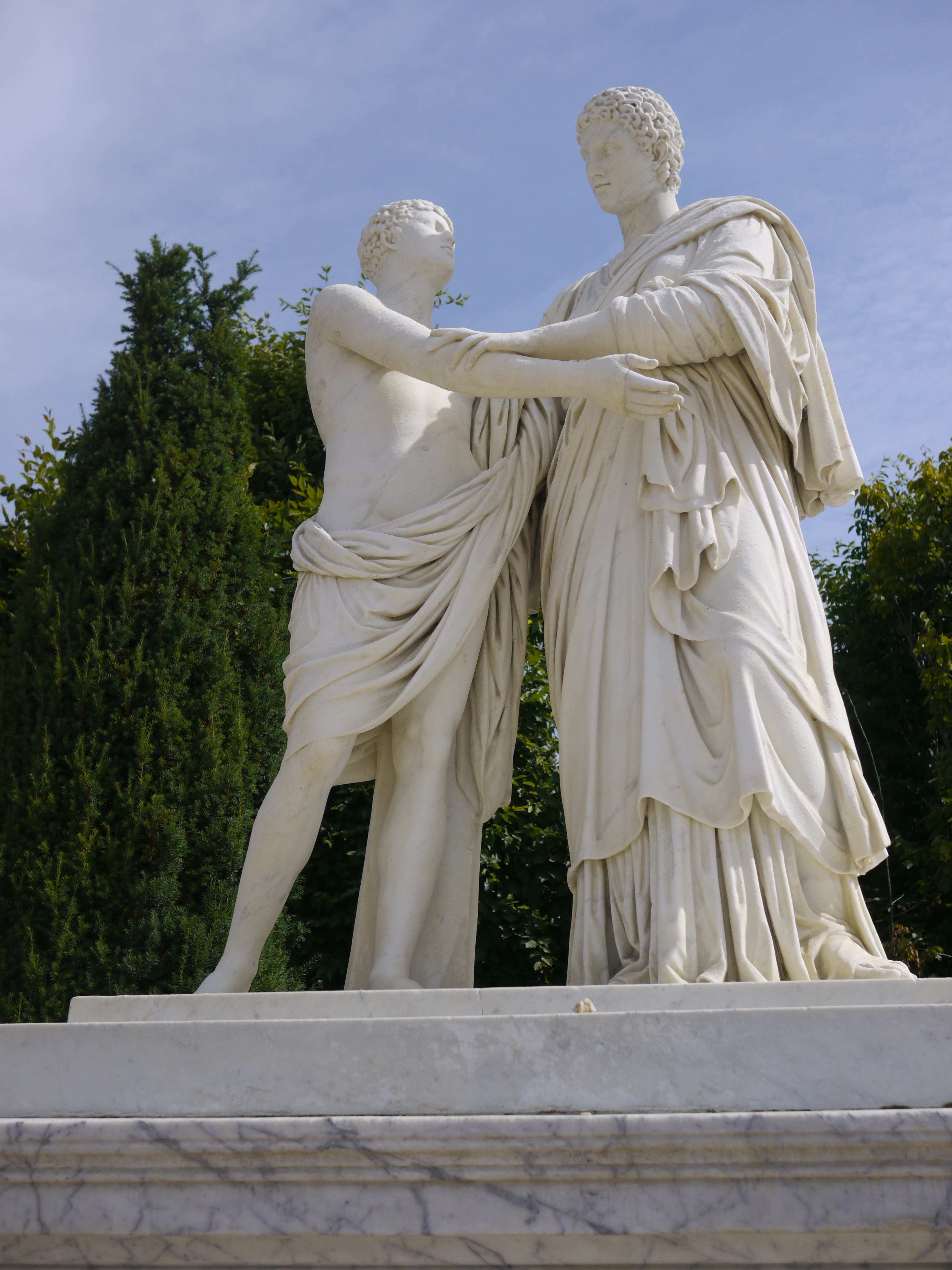
Papirius et sa Mère - (1684-1688).

## Obras
- 1679-1680 - Hermafrodita Borghese, copia en mármol de la antigua Roma, que se encuentra en Versalles.[2]
- 1684 - Urania, copia de la antigüedad - Estatua de mármol situada en el borde del parterre de Latona , (N ° inv: MR.1778)[3]
- 1687 - 12688 - capiteles y pilastras jónicas en mármol blanco de Carrara, Sun H: 40 cm XL: 90 cm XP: 20 cm. Obra encargada a un grupo de escultores.[4]·[5]
- 1688 - Papirio y su madre o Paz de los griegos[6]